# Dušanovac
Dušanovac (en serbe cyrillique : Душановац) est un quartier de Belgrade, la capitale de la Serbie. Il est situé dans la municipalité urbaine de Voždovac. Au recensement de 2002, il comptait 7 301 habitants.

## Emplacement
Le quartier de Dušanovac est entouré par ceux d'Autokomanda à l'ouest, Pašino brdo au nord, Šumice, Konjarnik, Marinkova bara, Medaković et Braće Jerković à l'est et par le quartier de Voždovac au sud.

## Histoire
Dušanovac s'est développé dans les années 1920 en tant que faubourg de Belgrade, situé à la limite orientale de la ville. Avant la Seconde Guerre mondiale, le secteur a été complètement urbanisé, formant ainsi une continuité avec la ville elle-même. Dans les années 1960 et 1970, de nouveaux faubourgs se sont étendus plus loin à l'est, comme Šumice et Konjarnik, formant une nouvelle continuité avec les villages de Mali Mokri Lug, Veliki Mokri Lug, Kaluđerica, Leštane, Vinča et Boleč. Aujourd'hui, grâce aux transports publics, Dušanovac est plus proche du centre-ville de Belgrade (10 minutes en bus) que des autres faubourgs orientaux de la capitale serbe.

## Caractéristiques
Dušanovac est un quartier ouvrier, constitué principalement de maisons petites et moyennes dotées de jardins. Le quartier est résidentiel, sans installations industrielles majeures. En revanche, en 1974, l'autoroute Belgrade-Niš a été construite, passant au milieu du quartier et le séparant en deux ; le long de l'autoroute de grands magasins de véhicules automobiles, des salons d'exposition, des restaurants et d'autres installations commerciales ont été construites. À proximité de l'autoroute se trouve le marché en plein air de Dušanovac (en serbe cyrillique : Душановачка пијаца ; en serbe latin : Dušanovačka pijaca), l'un des plus importants de Belgrade.
Une partie septentrionale du quartier, située entre l'autoroute et la rue Ustanička, est devenue un centre administratif comprenant l'assemblée municipale de Voždovac, un commissariat de police et une caserne de pompiers, le centre médical local, le Cinquième tribunal municipal de Belgrade et la section spéciale de la Cour suprême de Serbie pour le crime organisé et les crimes de guerre.

## Transports
Le quartier de Dušanovac est desservi par plusieurs lignes de bus de la société GSP Beograd, soit les lignes 17 (Konjarnik – Zemun Gornji grad), 25 (Karaburma II – Kumodraž II), 26 (Dorćol – Braće Jerković), 30 (Slavija – Medaković II) et 31 (Studentski trg – Konjarnik).